# Himno de Miranda de Ebro
El Himno de Miranda de Ebro, o simplemente Himno de Miranda, fue compuesto por el que fuera director de la Banda Municipal, el músico bermeotarra Gregorio Solabarrieta mientras que la letra fue elaborada por el Padre Fernando Valle Cillero.

## Letra del himno de Miranda de Ebro
Hijo soy a mucha honra
de la Ciudad de Miranda,
de antigüedad veneranda
en el suelo burgalés.
Quiero que mi patria chica
grande sea y venturosa;
que su historia es muy gloriosa
de los siglos a través.
Ciudad querida,
honrarte anhelo.
La sangre y vida
por ti daré
si tus blasones
manchar intentan
y con acciones
lo probaré.
Por que seas grande
todos lucharemos.
Tu nombre pondremos
con solicitud
alto desde jóvenes,
todos trabajando
siempre ejemplo dando
de unión y virtud.
Águilas de tu escudo
vamos a ser,
que tus glorias sepan
siempre defender.